# Silvina Gil
Silvina Gil (* 19. September 2005) ist eine uruguayische Leichtathletin, die sich auf den Hochsprung spezialisiert.

## Sportliche Laufbahn
Erste internationale Erfahrungen sammelte Silvina Gil im Jahr 2021, als sie bei den Südamerikameisterschaften in Guayaquil mit übersprungenen 1,74 m den vierten Platz belegte. Anschließend gewann sie bei den U20-Südamerikameisterschaften in Lima mit 1,73 m die Silbermedaille und belegte in 49,09 s den vierten Platz mit der uruguayischen 4-mal-100-Meter-Staffel. Im September siegte sie dann mit 1,72 m bei den U18-Südamerikameisterschaften in Encarnación mit einer Höhe von 1,72 m und belegte anschließend bei den U23-Südamerikameisterschaften in Guayaquil mit 1,68 m den vierten Platz. Im Dezember startete sie bei den erstmals ausgetragenen Panamerikanischen Juniorenspielen in Cali und belegte dort mit 1,65 m den achten Platz. Im Jahr darauf gewann sie bei den Jugend-Südamerikaspielen in Rosario mit 1,69 m die Silbermedaille und anschließend belegte sie bei den U18-Südamerikameisterschaften in São Paulo mit 1,65 m den siebten Platz. Kurz darauf brachte sie bei den U23-Südamerikameisterschaften in Cascavel keinen gültigen Versuch zustande.
2021 wurde Gil uruguayische Meisterin im Hochsprung.